# 洛绍西内斯
洛绍西内斯，是西班牙卡斯蒂利亚-莱昂布尔戈斯省的一个市镇。总面积42平方公里，总人口135人（2001年），人口密度3人/平方公里。